# 趙源泰

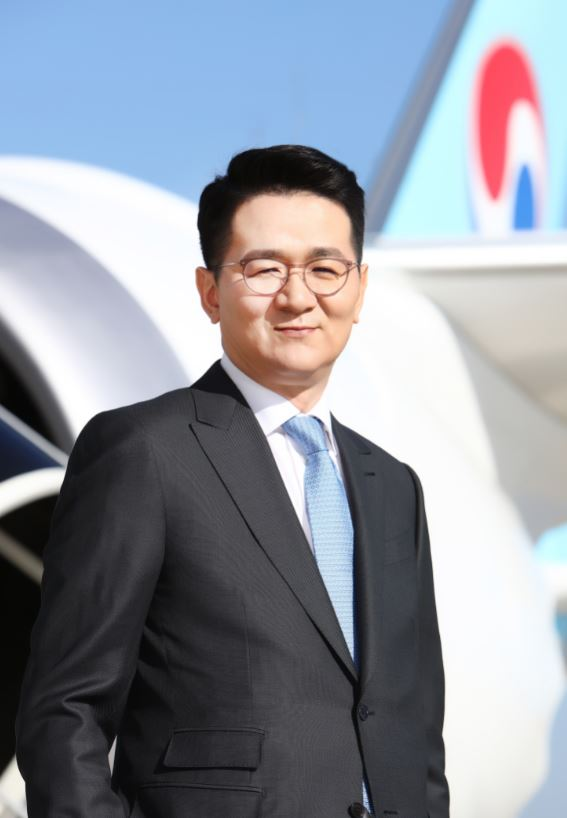

趙源泰（チョ・ウォンテ、朝: 조원태 , 英: Cho Won-tae , 1976年1月25日 - ）は、韓国の実業家。大韓航空社長。韓国の財閥、韓進グループ創設者の趙重勲の孫であり、2019年より同グループ代表。

## 経歴
アメリカの大学へ留学中に帰韓。1997年に父である趙亮鎬が理事長を務める仁荷大学校3年次へ編入する（2018年に教育省から資格を満たしていなかったとして編入が無効扱いされる）。
大学卒業後は韓進グループ企業へ就職するも、2005年には、自動車を運転中に70代の女性に対して暴力まで振るい検挙される、また、市民団体に向かって聞くに堪えない暴言を吐くなど粗暴さが報道されたことがある。
2017年1月11日、大韓航空の社長に就任。
2019年4月8日、父親が急逝。同月24日、韓進グループは趙源泰が新たな総帥に就いたと発表した。しかしながら就任にあたり姉弟間で意見が対立、期日までに公正取引委員会に同一人（トップ）指定に必要な資料を提出できなかった。その後も、姉弟間の対立は解消できず、同年12月には姉である趙顕娥の弁護士事務所が、家族で協力するよう求めていた父親の遺訓に背いているとして批判する声明を発表。趙源泰側も、国民と顧客の信頼回復こそが父の遺訓と反論して対立が表面化した。
2020年に入ってからも、姉の趙顕娥が、財閥経営に批判的な投資ファンドと現経営陣への「反対連合」を結成。弟の趙源泰の退陣を要求し、趙源泰側も母親や妹、提携関係にあるデルタ航空などと手を組みこれに対抗するなど、3月の持ち株会社韓進KALの株主総会に向けて対立が激化していたが、3月27日の株主総会では、趙源泰会長の取締役再任が可決され、趙顕娥らの案は否決された。